# Atrium na Žižkově
Atrium Žižkov, dříve Obvodní koncertní a výstavní síň Atrium je společenský a kulturní prostor vytvořený přeměnou barokního kostela Povýšení svatého Kříže v Čajkovského ulici čp. 12 v pražské čtvrti Žižkov. Zejména v době normalizace bylo významnou výstavní síní, kdy se zde konaly výstavy v té době zakázaných umělců. Jako výstavní síň funguje nepřetržitě od dubna roku 1984 a slouží jako kulturní centrum, jehož součástí je kavárna a veřejně přístupná zahrada ve vnitrobloku.

## Historie
Na pozemku byl původně Novoměstský morový hřbitov, který fungoval bez kostela až do poslední morové epidemie, která zasáhla Prahu v letech 1713–1716. V letech 1717–1729 zde nechal zbudovat novoměstský primas Jan František Krusius z Krausenberku morový a zároveň filiální barokní kostel Povýšení svatého Kříže, který byl vysvěcen v roce 1720. Autor architektury není znám. Na základě patentu o zřizování nových far a rozdělení farních obvodů se stal v roce 1787 prvním farním kostelem na území Žižkova. Ve stejném roce byl zrušen přilehlý hřbitov, protože se centrálním pohřebištěm Starého i Nového Města pražského staly Olšanské hřbitovy. Farní bohoslužby tu probíhaly až do roku 1842, poté se farnost přesunula do nedalekého kostela sv. Rocha na Olšanech. Kostel spadal pod farnost svatého Jindřicha, ale stál osamoceně. Postupně byla přistavena pustevna a byt kostelníka a kaplana. Po sto letech byl morový hřbitov zrušen a kostel byl užíván jako farní až do poloviny 19. století. Na přelomu 19. a 20. století byl odsvěcen a sloužil jako skladiště ve vnitrobloku okolní činžovní zástavby do padesátých let dvacátého století, kdy měl být pro zchátralost zbourán. Bývalý hřbitov byl proměněn na zelinářskou zahradu. Roku 1890 byla zbořena také kaple Bolestné Panny Marie, která byla zbudována ke kostelu v roce 1753 v místech dnešní vozovky Čajkovského ulice mezi domy 1424/9 a 1904/11. 
Pokusy o záchranu a rekonstrukci z let 1887, 1906 a 1961 nebyly z finančních důvodů realizovány, a teprve rozhodnutí vytvořit z kostela kulturní středisko, jako součást občanské vybavenosti v rámci celkové přestavby Žižkova, vedlo na přelomu 70. a 80. let 20. století k jeho záchraně. V roce 1962 vypracoval projekt na jeho záchranu Jaroslav Koreček ze Státního ústavu pro rekonstrukci památkových měst a objektů, ale samotná stavba se opozdila o patnáct let.
Výstavní síň vznikla jako moderní přístavba barokního kostela Povýšení svatého Kříže během rekonstrukce v letech 1977–1984. Z kostela byl vytvořen koncertní sál pro stodvacet diváků. Uprostřed objektu současně vzniklo malé čtvercové atrium a na místě bývalé roubené studny kašna v podobě mušle. Byla zde instalována díla Jindry Vikové a Petera Orieška (kašna), Elišky Rožátové (vitrážová okna ve výstavní síni) a Jana Bartoše (socha sedící dívky před vchodem). Roku 2007 byl modernizován osvětlovací systém a interiér kostela byl navrácen do původní raně barokní podoby (mozaika E. Rožátové byla sejmuta a její fragment umístěn v Muzeu skla a bižuterie v Jablonci nad Nisou).
Výstavní program, zahájený roku 1984, koncipovala od počátku řada významných teoretiků umění (Jan Kříž, Jiří Šetlík, Mahulena Nešlehová, Jiří Valoch, Ivo Janoušek, Anna Fárová, ad.). Byla zde uvedena díla autorů, které komunistický režim různým způsobem perzekvoval. Patřil k nim Jiří Seifert (1984), Jiří Lindovský (1985), Hugo Demartini, Pavel Nešleha, Olbram Zoubek (1986), Hana Purkrábková a Karel Pauzer, Věra Janoušková, Jitka Svobodová, Josef Jíra (1988), Vojtěch Adamec, Kurt Gebauer (1989). Roku 1988 byly v Atriu plánovány výstavy Zdeňka Berana a Vladimíra Boudníka, které se však neuskutečnily. Prostor zde dostali také umělečtí skláři, tvůrci tapiserií, grafici nebo šperkaři. Vernisáže provázely koncerty skupin Agon, SH Quintet ad.
Také po roce 1989 udržovala výstavní síň vysokou úroveň výstav a představila řadu významných i méně známých a neprávem opomíjených malířů a sochařů.

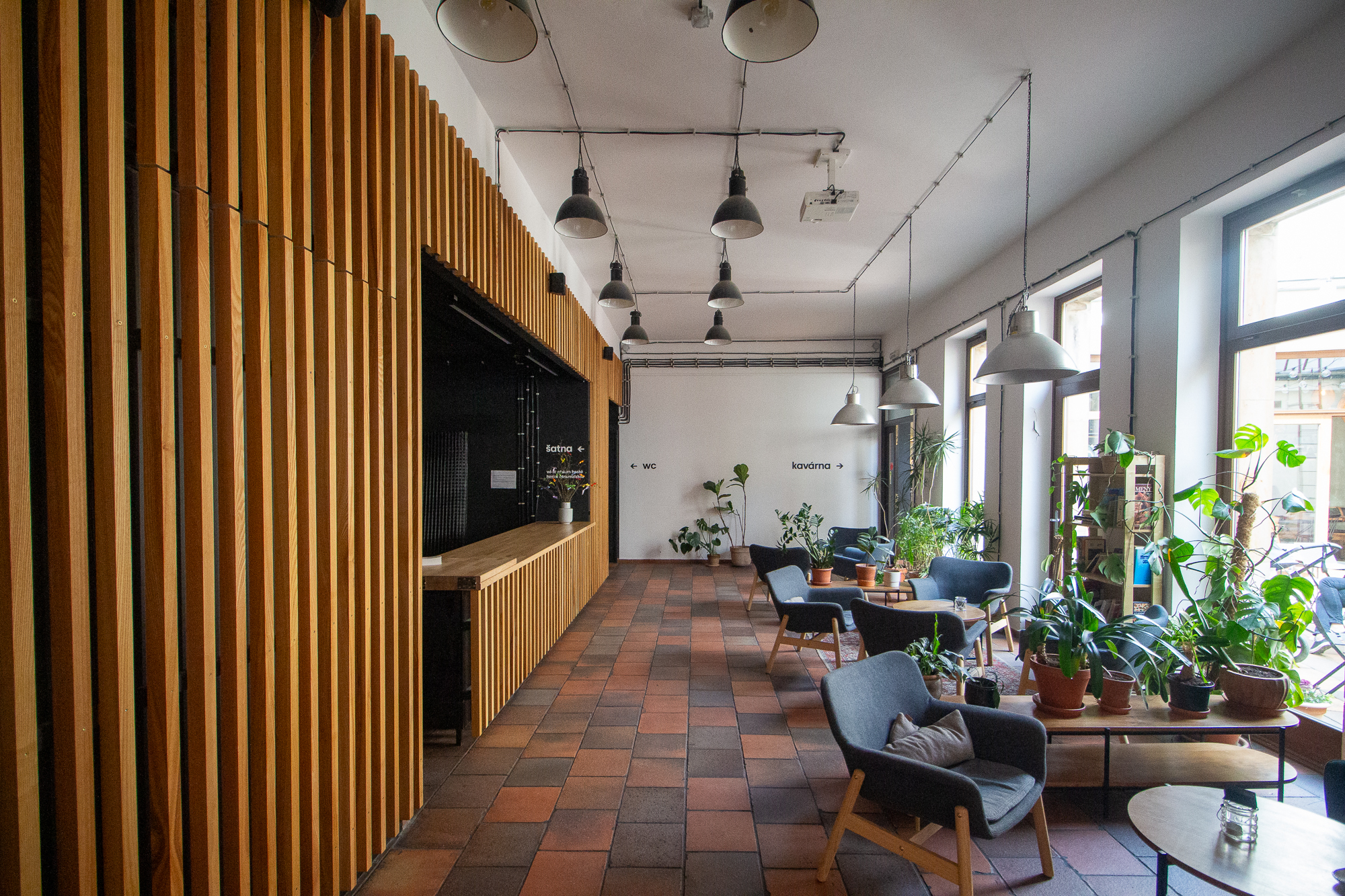
Interiér Atria - kavárna
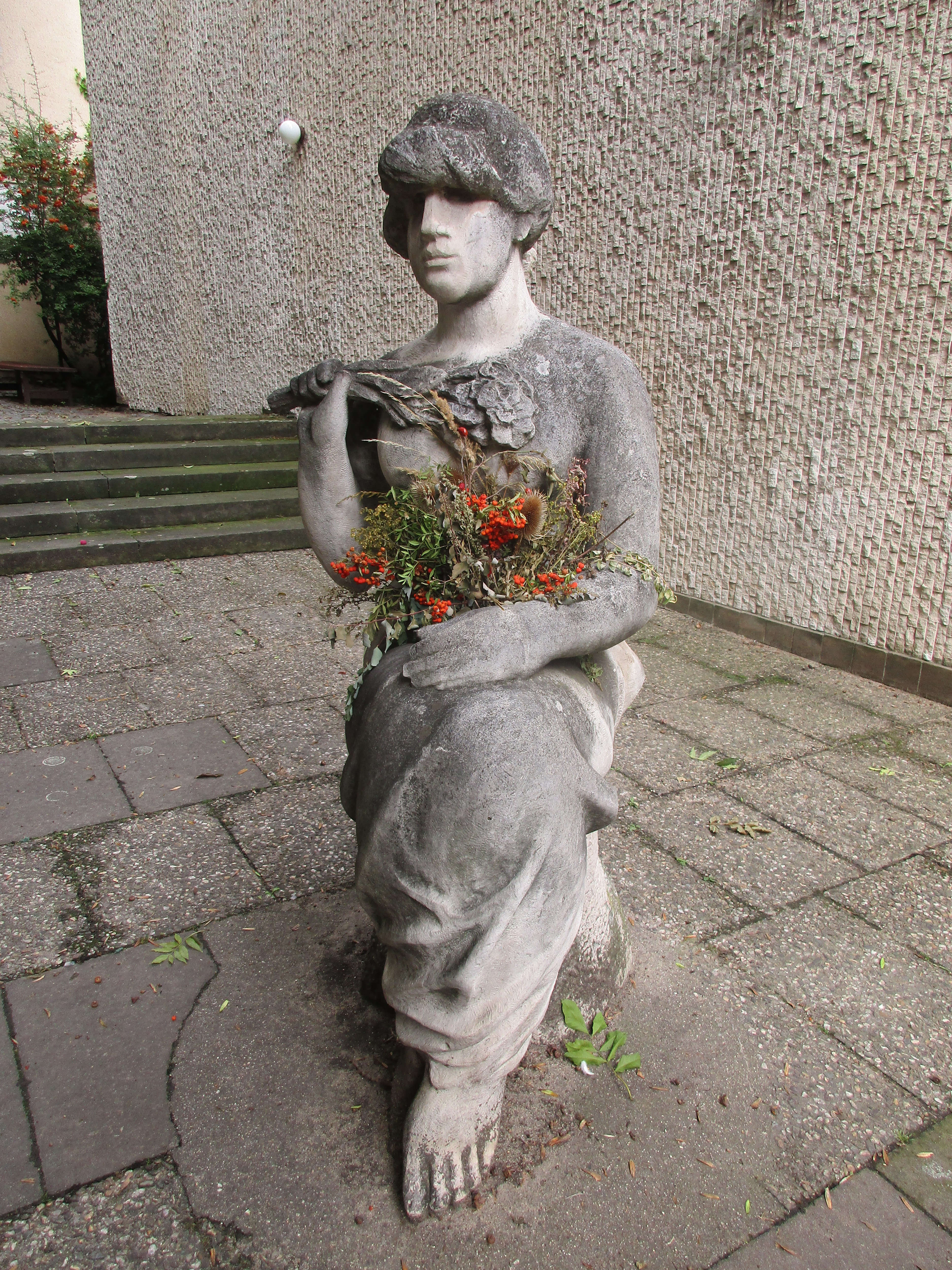
Jaroslav Bartoš, socha Poezie (1982) před budovou

## Výstavy (výběr do roku 1990)
- 1984 Jan Exnar: Sklo, František Janák: Sklo, Jana Kadlecová: Grafika
- 1984 Miroslava Zychová: Obrazy, kresby, keramika
- 1984 Jiří Seifert: sochy, kameny
- 1984 Eva Brodská: Gobeliny, Jiří Seifert: Sochy
- 1985 Vratislav Karel Novák
- 1985 Současný československý email
- 1985 Jiří Lindovský: Kresby
- 1985/1986 Daniela Flejšarová: Textil, Karel Hlava: Šperk – plastika
- 1986 Hugo Demartini, Pavel Nešleha: Projekty
- 1986 Olbram Zoubek: Sochy
- 1986 Eduard Ovčáček: Ruční papíry / koláže / plastiky
- 1986 Jiří Dostál: Obrazy, Oldřich Plíva: Objekty
- 1987 Ondřej Michálek: Grafika, kresby
- 1987 Stanislav Judl: Převážně obrazy
- 1987 Jiří Žlebek: Sochy
- 1988 Hana Purkrábková: Sochy, Karel Pauzer: Kresby, sochy
- 1988 Věra Janoušková: Červen 1988
- 1988 Jitka Svobodová: Kresby: 1982 – 8
- 1988 Zdeněk Sýkora: Obrazy, Radek Kratina: Objekty
- 1988 Josef Jíra: Objekty, grafické desky
- 1989 Adamec: Sochy
- 1989 Viktor Hulík, Juraj Meliš
- 1989 Kurt Gebauer
- 1989 Odyzeum obrazů a soch (K. Gebauer, J. Kremanová)
- 1989 Pavel Mára: Fotografie
- 1990 Jan Jemelka: Obrazy, grafika, Otmar Oliva: Sochy
- 1990 Kamila Ženatá: Graphic
- 1990 Jan Bauch: Drobná plastika – kresba[4]